# Фърт ъф Форт
Фърт ъф Форт (на английски: Firth of Forth, на шотландски келтски: Linne Foirthe, на шотландски германски: Firth o Forth) е залив в западната част на Северно море, на източното крайбрежие на Шотландия, като бреговете му попадат в областите Файф на север, Източен Лоудиън, Западен Лоудиън и Единбург на юг.
Вдава се в сушата на 77 km, ширина на входа 25 km, дълбочина до 46 m. Според Международната хидрографска организация входа на залива е на изток и се простира по линията от нос Файф Нес на север до нос Берик на юг, като дължината между тях е 25 km. Крайбрежието му е предимно равнинно и слабо хълмисто. Бреговата му линия е слабо разчленена, като далеч на запад завършва с дългия и тесен естуар на река Форт. Има множество плитчини и рифове. На входа му е разполен малкия остров Мей, на който е изграден морски фар. В него се вливат множество предимно малки реки, като най-голяма е река Форт. Приливите са полуденонощни с височина над 6 m и навлизат нагоре по река Форт до град Стърлинг. Най-големи градове и пристанища по крайбрежието му са Единбург на южния бряг, Бърнтайланд, Кърколди и Медил на северния. Чрез плавателен канал и река Клайд през 1790 г. е саединен на запад със залива Фърт ъф Клайд.